# Digimon Masters
Digimon Masters (en coreano : 디지몬 마스터즈, japonés :デジモンマスターズ) es un videojuego de rol multijugador masivo en línea (MMORPG) con microtransacciones. El juego está basado en la franquicia de medios Digimon, específicamente el universo y los personajes de la quinta serie de anime, Digimon Data Squad (aunque se incorporan muchos aspectos de Digimon Adventure, Digimon Adventure 02, Digimon Tamers, Digimon Frontier y Digimon Fusion). El juego se lanzó por primera vez en Corea del Sur, y se programó una versión en inglés para ser lanzada en diciembre de 2010 por WeMade Entertainment (la compañía responsable de la versión en inglés de Digimon Battle), pero se retrasó hasta 2011. En julio de 2011 se anunció que Joymax, una subsidiaria de WeMade Entertainment, publicaría la versión en inglés del juego. El 30 de agosto de 2011, Joymax realizó un pre-CBT para jugadores, que finalizó el 6 de septiembre de 2011. Después de la conclusión del pre-CBT, Joymax anunció el 22 de septiembre de 2011 que el OBT se llevará a cabo el 27 de septiembre. El OBT para Digimon Masters concluyó el 11 de octubre de 2011 y el juego entrará en servicio comercial a nivel mundial el 20 de octubre de 2011, con la excepción de algunos países, incluidos Japón e Indonesia.
En junio de 2022, se anunció una remasterización del juego, con el cambio del motor del juego a Unity y una fecha de lanzamiento prevista para la segunda mitad de 2023.

## Trasfondo

### Digimundo
En la franquicia Digimon, el Mundo Digital es el espacio virtual creado por datos de ordenador o computadora, ubicado en las redes de comunicación de la Tierra y es el hábitat de las criaturas conocidas como Digimons. Las tierras y las islas fueron creadas como proyectos que pretendían hacer que los Digimon se asemejen más a los seres vivos. Como resultado, se formó el Mundo Digital. Este Mundo Digital existe dentro del ordenador o computadora anfitrión/a llamada/o Rey Drasil y está bajo el control de la Inteligencia Artificial. Los Digimon son como una especie de organismo viviente con inteligencia independiente. Crecen en una manera similar a como lo hacen los organismos reales. Pasan por un proceso evolutivo que los hace más fuertes y más resistentes. El Mundo Digital es un universo paralelo al Mundo Real donde viven los humanos. A medida que el mundo digital se hace más grande y más poderoso, se hace posible el transporte hacia el Mundo Real.

### Crecimiento y evolución
Todos los Digimon nacen de un Digitama, también conocidos como DigiEggs, (Digihuevo) y crecen y también evolucionan mediante un proceso llamado Digivolución. Los Digimon crecen cazando a otros Digimon y cargando (absorbiendo) datos de ellos. Se preparan para evolucionar hacia el siguiente tipo de evolución cuando alcanzan un cierto nivel. Algunos Digimon establecieron relaciones amistosas con los seres humanos como su compañero y pueden evolucionar a través del poder mortal. En este caso, el humano se llama Tamer (entrenador) y el Digimon un Socio Digimon.

## Jugabilidad
Los jugadores controlan un avatar de uno de los cuatro entrenadores principales de Digimon Data Squad: Marcus Damon, Thomas H. Norstein, Yoshino Fujieda y Keenan Crier. Dicho avatar no pretende representar al entrenador real y, por lo tanto, dichos jugadores pueden elegir su propio nombre y modificar la apariencia del avatar. Después de seleccionar un entrenador, los jugadores pueden seleccionar un compañero Digimon. En la batalla se utilizará el Partner Digimon para cumplir las misiones asignadas por los NPC. El jugador también puede incubar nuevos Digimon mercenarios de Digihuevo arrojados por los Digimon enemigos. En el transcurso del juego, los Digimon Partner y Mercenarion digievolucionarán en formas más fuertes (algunas de las cuales pueden requerir elementos especiales o misiones para desbloquear) y aprenderán nuevas habilidades.

### Sistema mercenario
Este sistema le permite al jugador obtener un Digimon que no sea Socio Digimon. El jugador debe tramar el Digi-egg Mercenario usando una incubadora junto con el tipo correcto de elementos de DATA (chips). Los Digi-huevos mercenarios y los elementos de datos se pueden adquirir a través del juego (después de derrotar a los Digimon enemigos) o se pueden comprar en la tienda de efectivo. El jugador puede tramar el Digimon Mercenario después de inyectar DATOS tres veces con éxito: cada vez representa una etapa de desarrollo. El jugador puede inyectar DATOS adicionales hasta la cuarta o quinta etapa. Cuanto más alto sea el escenario, más grande es el Digimon. Sin embargo, el Digi-egg Mercenario puede romperse después de uno o varios intentos más allá de la tercera etapa. La forma alternativa de eclosionar un huevo de mercenario es comprarlo en la tienda de efectivo. Dicho Digi-huevo comprado de dicha forma tiene una tasa de éxito del 100% para al menos 3 barras.

### Sistema de batalla
La lucha se realiza en tiempo real. El Digimon del jugador tiene una barra de salud que mide la salud y un medidor Digi-soul (Digialma). El medidor Digi-soul mide la energía de Digimon para usar ataques especiales, y cuando está vacío, solo puede usar ataques estándar. Los Tamers, (mientras están en combate), pueden usar elementos que restauran la salud y Digi-soul, pero deben esperar varios segundos antes de poder volver a hacerlo. 
A diferencia de un Combate Digimon tiene lugar en tiempo real con jugadores cercanos capaces de mirar e incluso unir en batallas.

### Digievolución
Todos los Digimon tienen un árbol de evolución. Después de que los jugadores o usuarios suben de nivel, pueden completar misiones para comenzar la evolución. Si dichos usuarios completan misiones o alcanzan el límite de evolución, automáticamente el árbol de evolución estará disponible. Cuando esto último suceda, los usuarios pueden desarrollar sus Digimon utilizando un Digi-soul (Digi-alma) de Tamer.
Hay 11 tipos de crestas y Digi-mental, pero en el juego solo se usan 10 tipos. Cada cresta coincide con cada Digi-mental. Las crestas se utilizan para abrir el árbol de evolución. Después de combinar ciertos elementos, pasa a estar disponible una entidad de su árbol. Cada Digimental tiene una cantidad diferente de Digi-soul y una cierta cantidad de esta se consume cuando se Digivoluciona. Como resultado, la evolución a un nivel superior requiere más Digi-soul.

### Sistema de probabilidad de elementos
La última incorporación al juego agregó monedas raras compradas en la tienda de efectivo o simplemente dinero en efectivo para coronas, junto con el nuevo sistema de artículos de caja de probabilidad. Estas cajas tienen piezas muy raras necesarias para desbloquear digievoluciones más poderosas como X-evolución (es decir, OmegamonX). Aunque se lanzaron en eventos dentro de estas cajas, los eventos alrededor de estas cajas han sido objeto de controversia, debido a que requieren que la persona gaste mucho dinero de la vida real para ganar el artículo más raro del evento que generalmente es el artículo que los jugadores quieren de todos modos. Este mismo sistema de probabilidad se usó por primera vez como un sistema de eventos en el juego que no requería que un jugador gastara dinero real, solo artículos o moneda del juego, pero recientemente se fue a la tienda de efectivo y parece estar aquí para quedarse.